# Amidorus dentellus
Amidorus dentellus är en skalbaggsart som beskrevs av Schmidt 1908. Amidorus dentellus ingår i släktet Amidorus och familjen Aphodiidae. Inga underarter finns listade i Catalogue of Life.